# Писанка (Кировоградская область)
Писанка (укр. Писанка) — село в Долинской городской общине Кропивницкого района Кировоградской области Украины.
До 2020 года входило в состав Долинского района
Население по переписи 2001 года составляло 71 человек. Почтовый индекс — 28505. Телефонный код — 5234. Занимает площадь 0,82 км². Код КОАТУУ — 3521984905.